# رفاعه
رفاعه (به عربی: رفاعة) یک منطقهٔ مسکونی در سودان است که در جزیره (ایالت سودان) واقع شده‌است.